# Сутисківська селищна територіальна громада
Сутисківська селищна об'єднана територіальна громада — об'єднана територіальна громада в Україні, в Тиврівському районі Вінницької області. Адміністративний центр — смт Сутиски.
Утворена 9 жовтня 2018 року шляхом об'єднання Сутисківської селищної ради та Шершнівської сільської ради Тиврівського району.
17 липня 2020 року, в результаті адміністративно-територіальної реформи та ліквідації Тиврівського району, колишня територія громади повністю увійшла до складу Вінницького району.

## Населені пункти
До складу громади входять 1 смт (Сутиски) і 2 села: Гута-Шершнівська та Шершні.